# Similaria
Similaria is een geslacht van spinnen uit de familie springspinnen (Salticidae). De typesoort van het geslacht is Similaria enigmatica.

## Soorten
De volgende soorten zijn bij het geslacht ingedeeld:
- Similaria enigmatica Prószyński, 1992